# Queda do mercado de ações em 2020

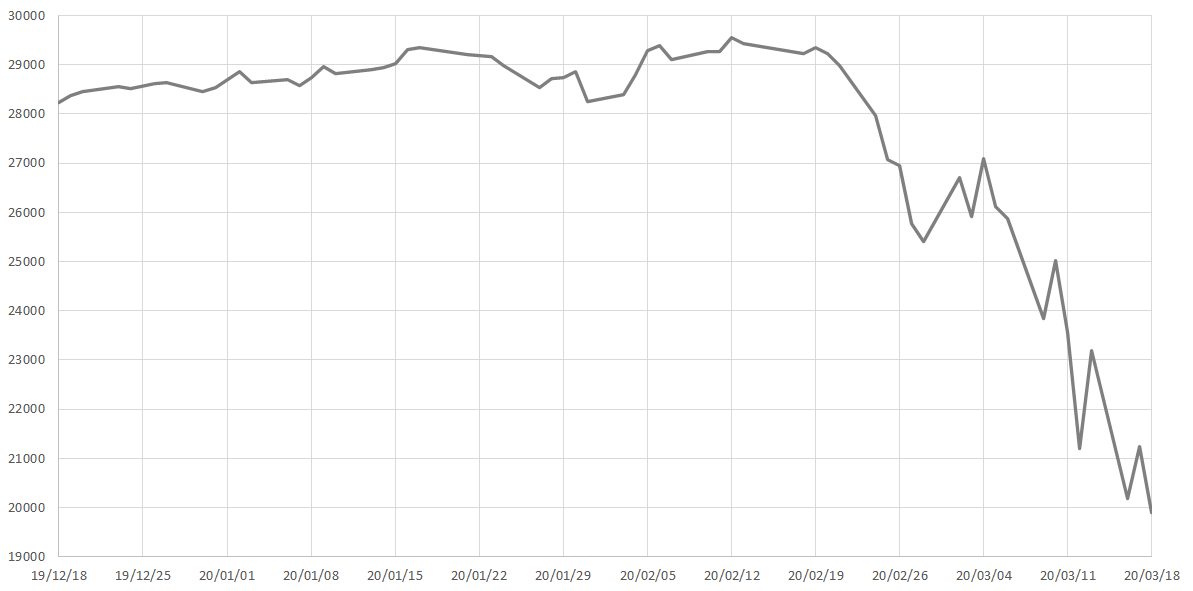
Movimento do Dow Jones entre dezembro de 2019 e março de 2020, mostrando a maior alta histórica de fevereiro e o crash de fevereiro e março durante a pandemia de COVID-19.

A queda do mercado de ações em 2020 refere-se a um colapso global contínuo do mercado de ações, iniciado no final de fevereiro de 2020.
A Dow Jones Industrial Average, o Índice S&P 500 e o NASDAQ-100 caíram em uma correção em 27 de fevereiro, durante uma das piores semanas de negociação desde a crise financeira de 2007-2008. Os mercados da semana seguinte (2 a 6 de março) tornaram-se extremamente voláteis, com oscilações de 3% ou mais por sessão diária (exceto em 6 de março). Em 9 de março, os estoques globais caíram mais de 7%, principalmente em resposta à guerra de preços de petróleo entre a Rússia e a Arábia Saudita. Esse acontecimento ficou conhecido coloquialmente como "segunda-feira negra" e foi a pior queda desde o início da Grande Recessão, em 2008.
Depois houve a "quinta-feira negra", dia em que as ações na Europa e na América do Norte caíram mais de 9%. Wall Street teve sua maior queda percentual em um dia desde a segunda-feira negra de 1987 e o FTSE MIB caiu quase 17%, tornando-se o mercado mais atingido na quinta-feira Negra.

## Contexto
De 24 a 28 de fevereiro, as bolsas de valores despencaram globalmente vários pontos percentuais, enquanto em Wall Street os índices caíram pelo menos 10%. Foi a correção mais rápida da história do mercado, levando apenas seis dias para entrar no território da correção.

### Pandemia de COVID-19

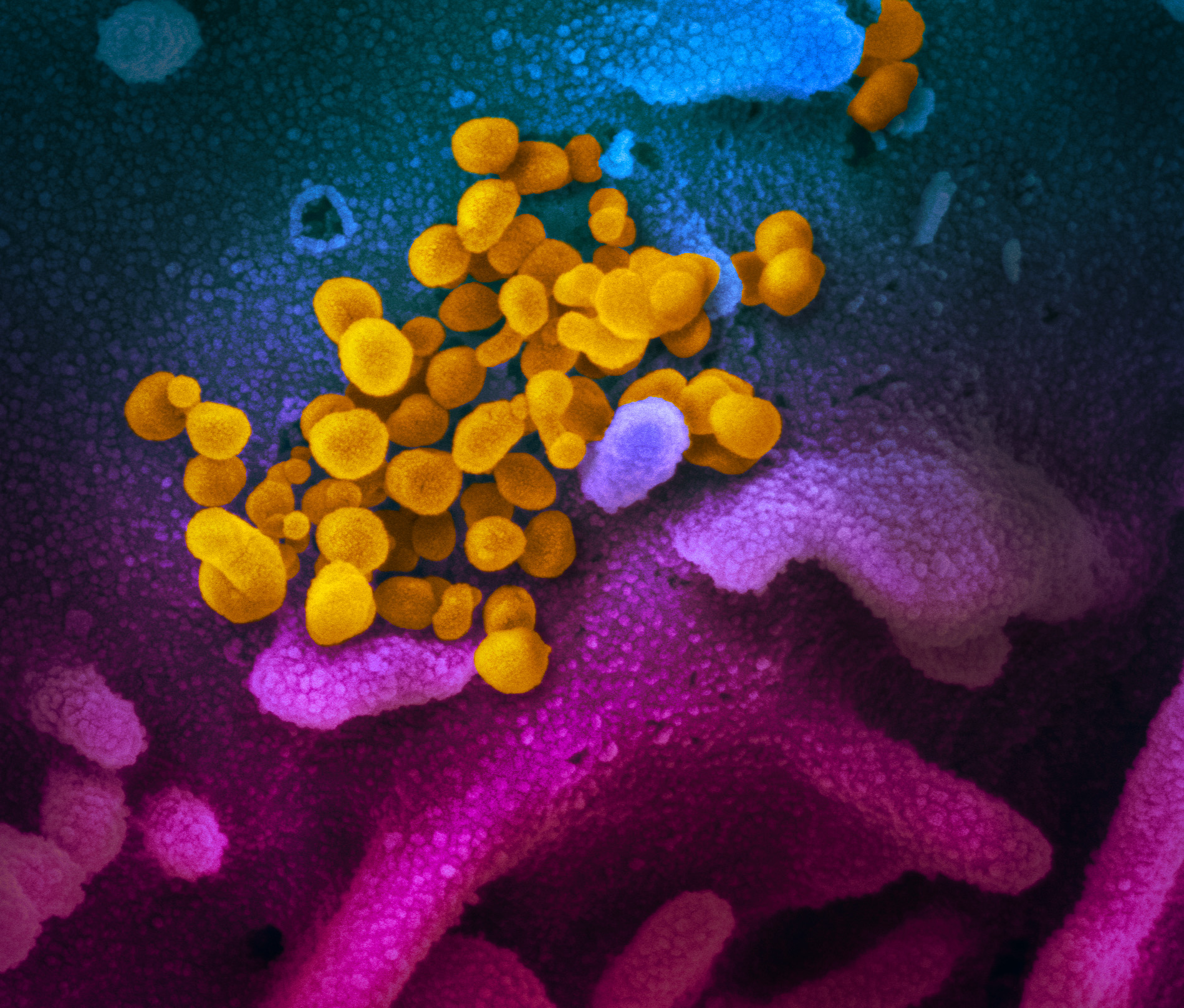
Imagem em microscópio eletrônico do SARS-CoV-2 (centro, amarelo).

A queda repentina no final de fevereiro foi atribuída ao medo de que a China pudesse produzir um choque econômico global, principalmente devido às quarentenas impostas pelo Estado para combater a pandemia do COVID-19, que na época era classificada como epidemia. Relatórios sobre os vírus disseminados na Coreia do Sul, Itália e Irã também provocaram medo nos investidores, chegando a uma liquidação maciça nos mercados de ações da Ásia-Pacífico e também nos europeus. O presidente estadunidense Donald Trump também proibiu de viagens aos Estados Unidos de pessoas vindas do espaço Schengen, o que causou mais turbulência nos mercados.
O mercado de ações estava extremamente volátil desde segunda-feira, 24 de fevereiro de 2020, quando o Dow Jones Industrial Average e o FTSE 100 caíram mais de 3%, com o aumento da pandemia de COVID-19 piorando substancialmente fora da China no fim de semana. Em 27 de fevereiro, o NASDAQ-100, o S&P 500 e o Dow Jones Industrial Average registraram suas quedas mais acentuadas desde 2008, com o Dow caindo 1.191 pontos, sua maior queda em um dia desde a crise financeira de 2008. Em 28 de fevereiro, as bolsas de valores em todo o mundo registraram seus maiores declínios de uma semana desde a crise de 2008. O Comitê Federal de Mercado Aberto do Sistema de Reserva Federal dos Estados Unidos reduziu a meta de taxa de fundos federais em 50 pontos-base, sendo que do FED afirmando que o banco central estadunidense "viu um risco para as perspectivas da economia e optou por agir" e que "a magnitude e persistência do efeito conjunto [do surto] na economia dos Estados Unidos permanece altamente incerto". No fechamento do pregão de 3 de março, os mercados de ações da Europa e Ásia-Pacífico haviam tiveram aumentos em seus índices, mas o S&P 500, o NASDAQ Composite e o Dow Jones Industrial Average caíram (com o Dow revertendo mais de dois terços do ganho do dia anterior), e o rendimento dos títulos do Tesouro dos Estados Unidos de 10 e 30 anos caiu para níveis mínimos (com o rendimento dos títulos de 10 anos caindo abaixo de 1% pela primeira vez em história).

### Guerra de preços do petróleo entre Rússia e Arábia Saudita

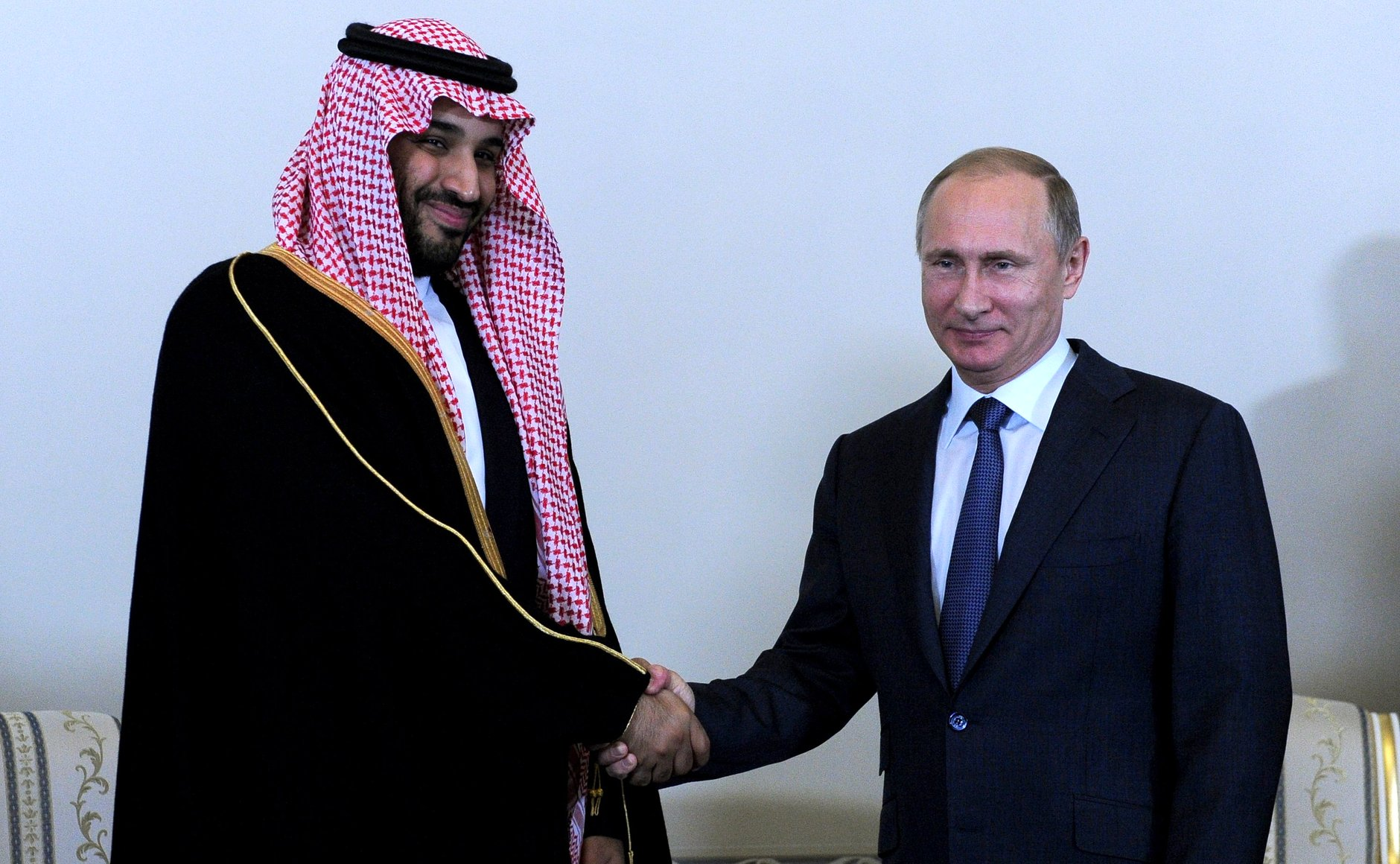
Mohammad bin Salman Al Saud e Vladimir Putin em 2015.

A redução na demanda por viagens e a falta de atividade fabril devido ao surto de COVID-19 afetaram significativamente a demanda por petróleo, causando a queda de seu preço. Em meados de fevereiro, a Agência Internacional de Energia previu que o crescimento da demanda por petróleo em 2020 seria o menor desde 2011. A queda na demanda chinesa resultou em uma reunião da Organização dos Países Exportadores de Petróleo (OPEP) para discutir um possível corte na produção para equilibrar a perda na demanda. O cartel inicialmente fez um acordo provisório para reduzir a produção de petróleo em 1,5 milhão de barris por dia, após uma reunião em 5 de março de 2020 em Viena, que traria os níveis de produção ao nível mais baixo desde a Guerra do Iraque.
Em 8 de março de 2020, a Arábia Saudita anunciou inesperadamente que aumentaria a produção de petróleo bruto e a venderia com desconto (de 6 a 8 dólares por barril) a clientes na Ásia, América do Norte e Europa, após o colapso das negociações, à medida que a Rússia resistisse aos chamados para cortar a produção. Os maiores descontos foram direcionados aos clientes do petróleo russos no noroeste da Europa.
Antes do anúncio, o preço do petróleo havia caído mais de 30% desde o início do ano e, após o anúncio da Arábia Saudita, caiu mais 30%, mas depois se recuperou um pouco. O brent, usado para precificar dois terços do suprimento mundial de petróleo, sofreu a maior queda desde a Guerra do Golfo em 1991, na noite de 8 de março. Além disso, o preço do West Texas Intermediate caiu para o nível mais baixo desde fevereiro de 2016. O especialista em energia Bob McNally observou: "Esta é a primeira vez desde 1930 e 1931 que um choque de demanda negativo maciço coincide com um choque de oferta". Nos anos 1930, foi a Lei Tarifária Smoot-Hawley que precipitou um colapso no comércio internacional durante a Grande Depressão, coincidindo com a descoberta do Campo Petrolífero do Leste do Texas durante o boom do petróleo no Texas. O medo da guerra de preços do petróleo entre a Rússia e a Arábia Saudita causou uma queda nas ações dos Estados Unidos e teve um impacto particular nos produtores americanos de óleo de xisto.

## Colapsos financeiros

### Segunda-feira negra
| Posição | Data                    | Fechamento | Mudança           | Mudança | Ref    |
| Posição | Data                    | Fechamento | Resultado líquido | %       | Ref    |
| ------- | ----------------------- | ---------- | ----------------- | ------- | ------ |
| 1       | 9 de março de 2020      | 23.851,02  | −2.013,76         | −7,8    | [ 39 ] |
| 2       | 27 de fevereiro de 2020 | 25.766,64  | −1.190,95         | −4,4    | [ 40 ] |
| 3       | 5 de fevereiro de 2018  | 24.345,75  | −1.175,21         | −4,6    | [ 41 ] |
| 4       | 8 de fevereiro de 2018  | 23.860,46  | −1.032,89         | −4,2    | [ 42 ] |
| 5       | 24 de fevereiro de 2020 | 27.960,80  | −1.031,61         | −3,6    | [ 43 ] |

A "segunda-feira negra" foi um crash global do mercado de ações em 9 de março de 2020. Os mercados abriram vários por cento abaixo, tendo caído bastante nas duas semanas anteriores. Os mercados de ações globais sofreram a maior queda em um único dia desde 2008, durante a Grande Recessão. Esse colapso financeiro recorde logo foi superado três dias depois na quinta-feira negra.
Nos Estados Unidos, o circuit breaker foi acionado depois que as ações caíram acentuadamente, interrompendo o comércio por 15 minutos. Os índices na Ásia, Europa continental e Estados Unidos também caíram vários por cento no mesmo dia, com o mais afetado, o FTSE MIB da Itália, abrindo em queda de 11%. Outros efeitos no mercado financeiro incluíram uma corrida à segurança dos títulos do governo, com os rendimentos do Tesouro Americano em 10 anos caindo abaixo de 0,5% pela primeira vez na história, valorização do iene japonês e ouro subindo acima de US$ 1.700/onça pela primeira vez em sete anos.
O Índice S&P/TSX do Canadá terminou o dia em queda de mais de 10%. O Ibovespa do Brasil caiu mais de 12%, apagando mais de 15 meses de ganhos. O ASX 200 da Austrália perdeu 7,3% - sua maior queda diária desde 2008. Embora o ASX tenha se recuperado no final do dia. O FTSE 100 de Londres perdeu 7,7%, sofrendo a pior queda desde a crise financeira de 2008. A BP e a Shell Oil experimentaram quedas de preço de quase 20%. O FTSE MIB, CAC 40 e DAX também afundaram, com a Itália sendo a que mais foi afetada, enquanto a pandemia de coronavírus no país continua. Eles caíram 11,2%, 8,4% e 7,9%, respectivamente.
Em vários mercados asiáticos - Japão, Singapura, Filipinas e Indonésia - as ações caíram mais de 20% em relação aos seus picos mais recentes. No Japão, o Nikkei 225 despencou 5,1%. Em Singapura, o Straits Times Index caiu 6,03%. Na China, o índice CSI 300 perdeu 3%. Em Hong Kong, o índice Hang Seng afundou 4,2%. No Paquistão, o PSX sofreu a maior queda da história do país, perdendo 2.302 pontos ou 6,0%. O mercado fechou com o índice KSE 100 em queda de 3,1%. Na Índia, o BSE SENSEX fechou em 1.942 pontos a menos, com 35.635, enquanto o NSE Nifty 50 caiu 538 pontos, para 10.451.
No dia seguinte do pregão, as ações dos Estados Unidos recuperaram algumas das perdas que ocorreram na segunda-feira, aumentando em mais de 4%. Isso foi atribuído a um potencial estímulo fiscal, como um imposto sobre os salários potencial de 0%, proposto por Donald Trump. Na quarta-feira, no entanto, as ações caíram mais uma vez e resultaram na entrada do Dow Jones Industrial Average em um em baixa (ou seja, queda de 20% em relação ao pico mais recente) pela primeira vez em 11 anos, encerrando a maior tendência de alta da história do mercado de ações americano Na quinta-feira, todos os três principais índices comerciais dos Estados Unidos caíram 7%, levando a outro circuit breaker, que interrompeu as negociações por 15 minutos.

### Quinta-feira negra
| Posição | Data                                   | Fechamento | Mudança           | Mudança | Ref    |
| Posição | Data                                   | Fechamento | Resultado líquido | %       | Ref    |
| ------- | -------------------------------------- | ---------- | ----------------- | ------- | ------ |
| 1       | Quinta-feira negra 12 de março de 2020 | 21.200,62  | −2.352,62         | −10,0   | [ 70 ] |
| 2       | Segunda-feira negra 9 de março de 2020 | 23.851,02  | −2.013,76         | −7,8    | [ 71 ] |
| 3       | 11 de março de 2020-03                 | 23.553,22  | −1.464,94         | −5,9    | [ 72 ] |
| 4       | 27 de fevereiro de 2020                | 25.766,64  | −1.190,95         | −4,4    | [ 73 ] |
| 5       | 5 de fevereiro de 2018                 | 24.345,75  | −1.175,21         | −4,6    | [ 41 ] |

A "quinta-feira negra" foi o crash global do mercado de ações em 12 de março de 2020. Os mercados acionários globais sofreram a maior queda percentual em um único dia desde a segunda-feira negra de 1987. Após a "segunda-feira negra" três dias antes, a "quinta-feira negra" foi atribuída à pandemia de coronavírus e à falta de confiança dos investidores no presidente estadunidense Donald Trump, depois dele declarar uma proibição de viagem de 30 dias para pessoas que vierem do espaço Schengen. Além disso, o Banco Central Europeu, sob a liderança de Christine Lagarde, decidiu não cortar as taxas de juros, apesar das expectativas do mercado, levando a uma queda no futuro do S&P 500 de mais de 200 pontos em menos de uma hora.
Em 11 de março de 2020, o Dow Jones Industrial Average entrou em uma tendência de baixa (ou seja, queda de 20% em relação ao pico mais recente) após 11 anos de alta no mercado em alta. No mesmo dia, o presidente dos EUA, Donald Trump, fez um discurso público. Segundo um escritor da revista Barron's, "os futuros da Dow aumentaram cerca de 300 pontos antes do início do discurso do presidente. E então o presidente começou a falar - e os futuros começaram a cair". No discurso, o presidente anunciou uma proibição temporária de viagem de 30 dias contra a Europa em resposta à pandemia de coronavírus. Embora Trump tenha declarado inicialmente que a proibição incluiria todos os bens e passageiros da Europa, os detalhes da proibição de viajar foram esclarecidos mais tarde: a proibição afeta pessoas que não são cidadãos dos EUA que nas últimas duas semanas visitaram o espaço Schengen, com 26 membros, mas não inclui bens comerciais e carga. A proibição de viajar exclui notavelmente o Reino Unido e a República da Irlanda. Trump não consultou a União Europeia antes de impor a proibição de viagem. Carmen Reinicke, da Business Insider, escreveu que o discurso de Trump à nação "falhou em acalmar as preocupações dos investidores sobre as consequências econômicas do surto de coronavírus".
O índice composto canadense de S&P/TSX caiu 12%, sua maior queda em um dia desde 1940. O índice italiano FTSE MIB fechou com uma perda de -16,92%, a pior de sua história. O DAX da Alemanha caiu 12,24%. No Brasil, o Ibovespa despencou 14,78%, após a negociação no B3 ter sido interrompida duas vezes; também se moveu abaixo da marca de 70.000 antes de fechar acima desse patamar.
Na Colômbia, o peso colombiano estabeleceu uma baixa histórica em relação ao dólar americano, quando foi negociado acima de 4000 pesos pela primeira vez. O peso mexicano também estabeleceu um recorde histórico de baixa em relação ao dólar americano, sendo negociado a 22,99 pesos. A criptomoeda bitcoin caiu 40%, seu pior dia em 7 anos. Outras criptomoedas caíram acentuadamente também.